# YZ Волопаса
YZ Волопаса (лат. YZ Boötis) — двойная звезда в созвездии Волопаса на расстоянии приблизительно 1940 световых лет (около 595 парсеков) от Солнца. Видимая звёздная величина звезды — от +10,8m до +10,3m. Возраст звезды определён как около 1,44 млрд лет*.

## Характеристики
Первый компонент — жёлто-белая пульсирующая переменная звезда типа Дельты Щита (DSCT) спектрального класса A6-F1*, или F0. Масса — около 2,015 солнечных, радиус — около 2,408 солнечных, светимость — около 16,566 солнечных. Эффективная температура — около 7366 K.
Второй компонент — коричневый карлик. Масса — около 35,27 юпитерианских. Удалён на 1,889 а.е..